# Winter (cântăreață)
Kim Min-jeong (hangul: 김민정; n. 1 ianuarie 2001, Yangsan⁠(d), Coreea de Sud), cunoscută profesional ca WINTER, este o cântăreață și dansatoare sud-coreeană.  Ea este membră a grupului de fete sud-coreean Æspa, care a debutat sub SM Entertainment în noiembrie 2020. În ianuarie 2022, ea a devenit membră a supergrupului Girls On Top⁠(d).